# Кенігсвізен
Кенігсвізен (нім. Königswiesen) — ринкове містечко у Верхній Австрії в окрузі Фрайштадт у Мюльфіртелі з 3107 мешканцями (станом на 1 січня 2023 р.).

## Географія
Місце Кенігсвізен знаходиться на висоті 610 метрів у долині Наарн. Найвищі висоти — Повна стіна (897 м) на сході Дізенберг (893 р м) на півночі та Гіммельберг (944 р м) на заході. Протяжність з півночі на південь 14,3 та із заходу на схід 12:1 кілометр. Загальна площа 73,41 км². Майже шістдесят відсотків території вкрито лісами, більше третини використовується під сільське господарство.

## Конгрегаційна структура
До складу муніципального району входять 17 населених пунктів (кількість жителів у дужках станом на 1 січня 2023):
- Ебрікседт (90), включаючи Ремперсдорф
- Хайд (208), включаючи розкидані будинки Дізенрайт і Хайд
- Харлінгседт (107)
- Хорценшлаг (80), включаючи розкидані будинки * Хорценшлаг
- Кастендорф (140)
- Кенігсвізен (1263)
- Майргоф (64)
- Менхдорф (538)
- Менхвальд (96)
- Метласберг (141)
- Парокседт (58)
- Пернедт (116)
- Сальхенедт (50)
- Шлаг (48)
- Шрайнередт (46), включаючи Кальтенберга
- Штауб (56)
- Фундамент (6)

## Історія
Площа сьогоднішнього Кенігсвізена була у 2 ст. половина 11-го В. розчищено та осідає. До того мулова доріжка вела від Лінца до Вальдвіртель, Königswiesner mule track, як зазначено в митних правилах Raffelstetten. На нинішньому місці міста колись була зупинка купецьких поїздів, з яких і розвинулося місто. Кенігсвізен вперше згадується в документі 1147 року з нагоди заснування монастиря Себніх (пізніше абатство Вальдхаузен). 18 числа 12 липня 1279 року король Рудольф Габсбург надав  Кенігсвізену ринкове право форуму Чунігісвізен. Як важливе торгове місце ринок отримав ті ж права, що й Енс, і ринок проводився щопонеділка.

## Культура і пам'ятки

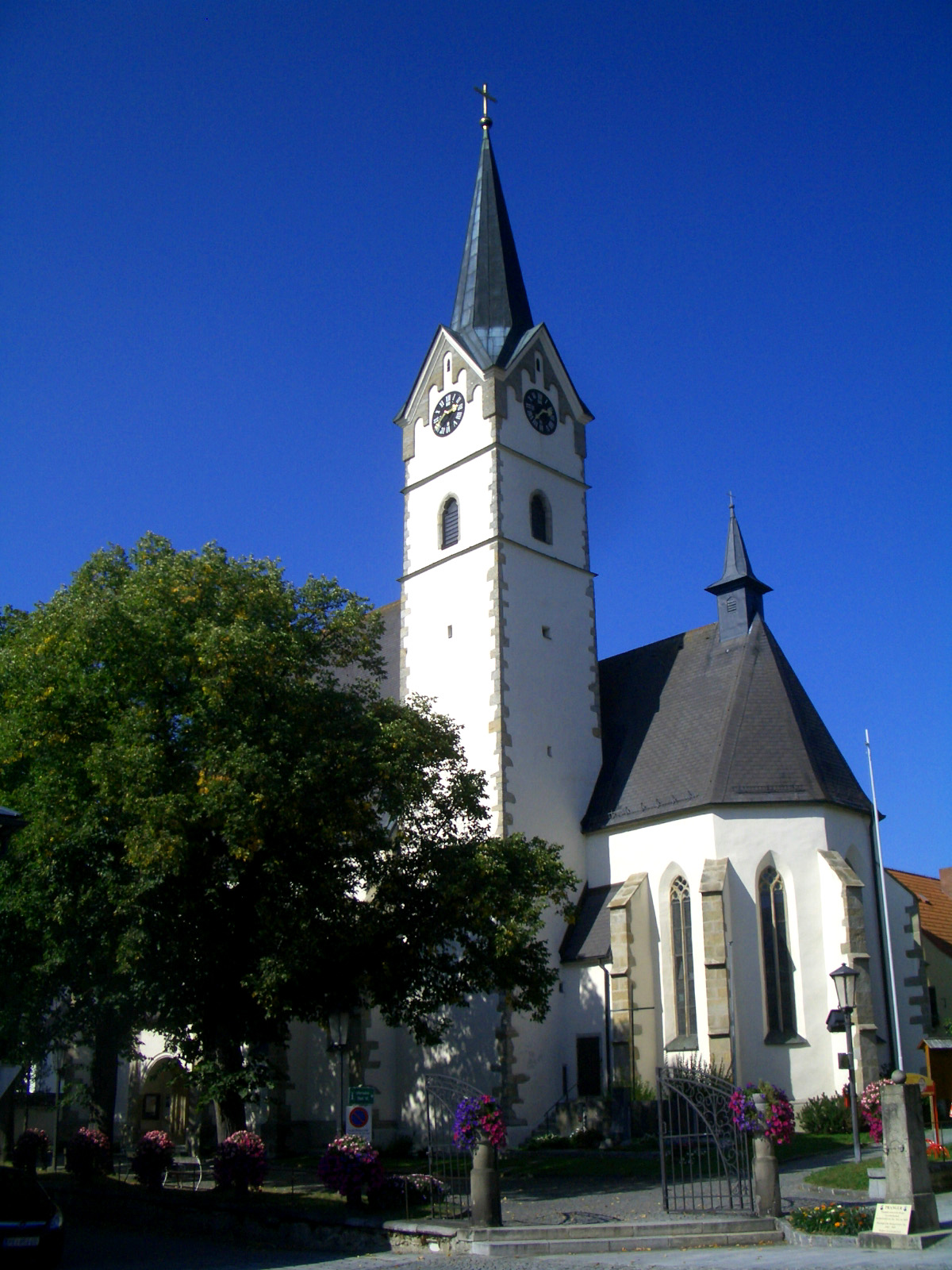
Парафіяльна церква Кенігсвізен
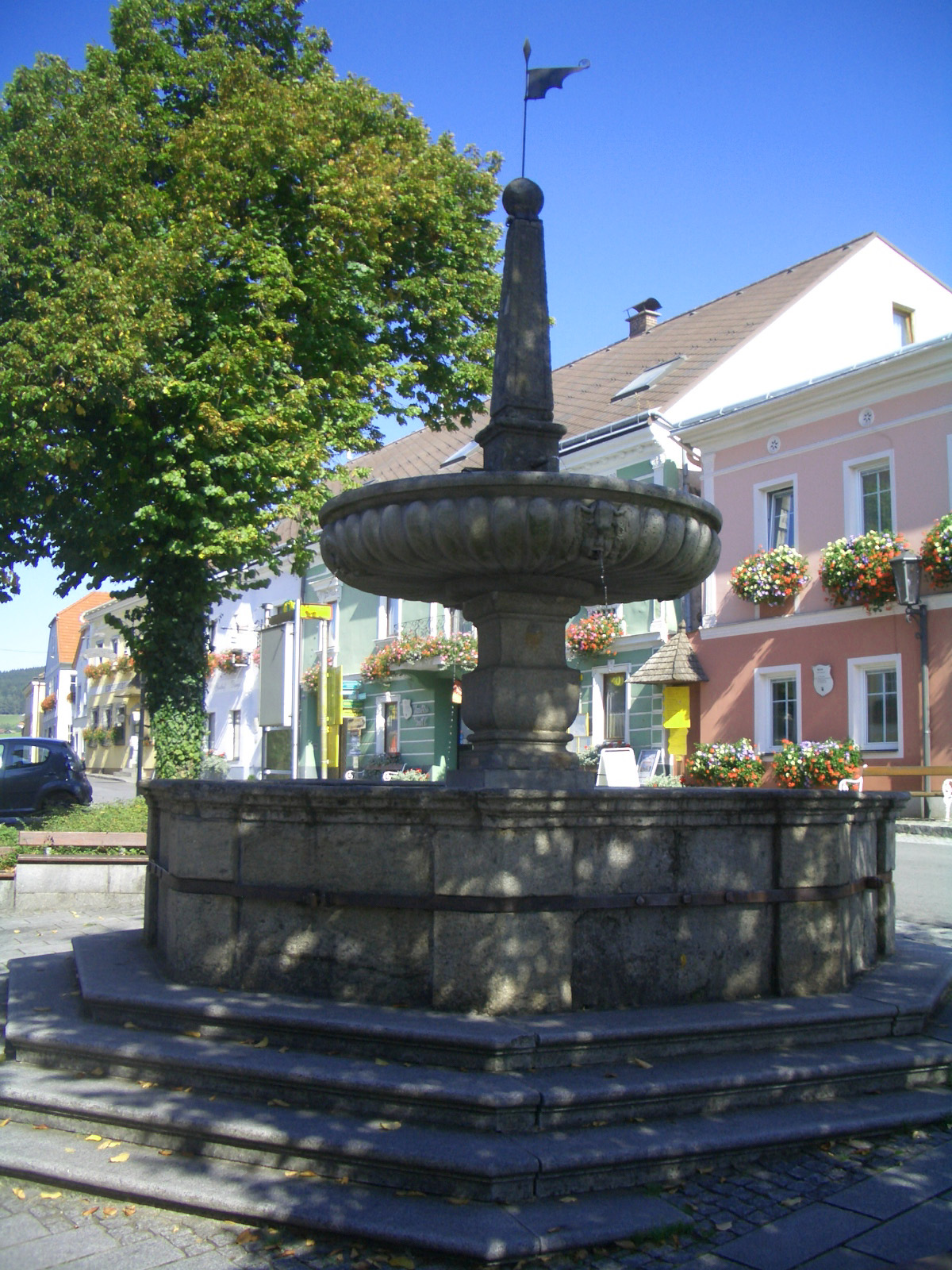
Фонтан на ринковій площі походить із замку Віндхааг
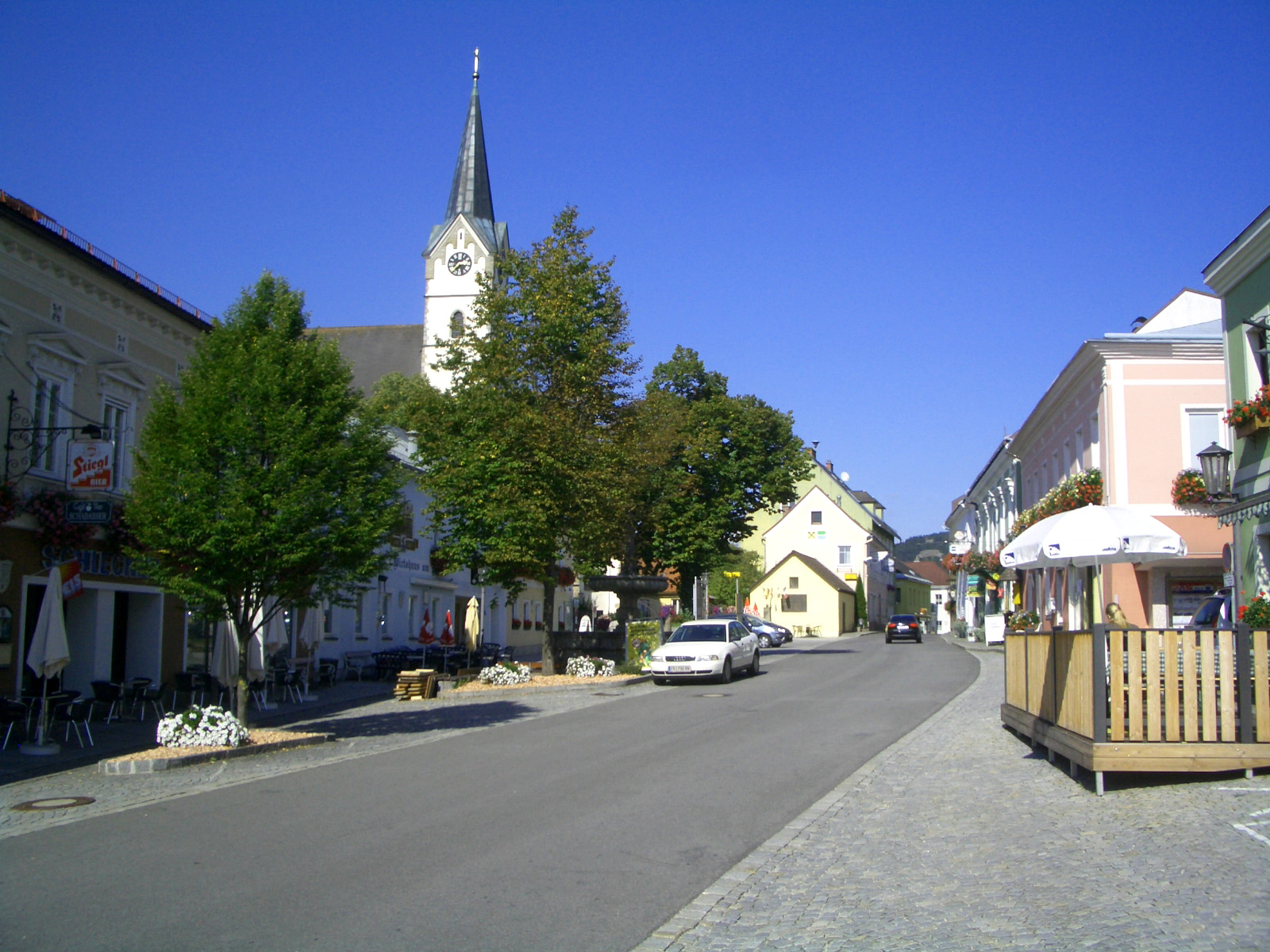
Центр Кенігсвізена